# Damaschin Luchian
Damaschin Luchian (n. 24 iunie 1981, Dornești, România) este un episcop ortodox român, membru al Sfântului Sinod al Bisericii Ortodoxe Române, care îndeplinește funcția de episcop-vicar al Arhiepiscopiei Sucevei și Rădăuților, cu titulatura „Dorneanul”.

## Biografie
Damaschin (Ioan-Daniel) Luchian s-a născut în data de 24 iunie 1981 în comuna Dornești, județul Suceava, fiind cel de-al doilea copil al soților Constantin și Elena Luchian.
Formarea teologică a dobândit-o la Seminarul Teologic Liceal Ortodox „Sfântul Mitropolit Dosoftei” Suceava, apoi la Facultatea de Teologie Ortodoxă „Dumitru Stăniloae” din Iași, secția Pastorală, fiind licențiat în urma susținerii lucrării Paternitate și filiație duhovnicească în Ortodoxie. Continuitate și înnoire, alcătuită sub coordonarea pr. prof. dr. Ioan-Cristinel Teșu.
Între anii 2006-2008 a urmat cursuri postuniversitare de masterat în cadrul Facultății de Teologie „Patriarhul Justinian” din București, secția Doctrină și Cultură, finalizate cu lucrarea de disertație Paternitate și filiație duhovnicească în scrisorile Sfinților Varsanufie și Ioan din Gaza, îndrumător pr. prof. dr. Vasile Răducă.
Doctoratul l-a urmat între anii 2015 - 2019, sub coordonarea arhid. prof. univ. dr. Ioan I. Ică jr. de la Facultatea de Teologie Ortodoxă „Sfântul Andrei Șaguna” din Sibiu. Cu titlul „Dimensiunea mistagogică a Săptămânii Sfintelor Pătimiri. Elemente de antropologie duhovnicească”, teza a fost susținută public pe 18 decembrie 2019, comisia de evaluare fiind prezidată de Laurențiu Streza, arhiepiscopul Sibiului și mitropolitul Ardealului. Valoarea academică și duhovnicească a lucrării Preasfințitului Părinte Damaschin - una de pionierat în teologia românească - a fost apreciată de public și de membrii comisiei, primind la final calificativul maxim - „Excepțional”.
În anii 2009 și 2010 Damaschin Luchian a urmat cursuri de training manager proiecte cu finanțare externă, organizate de Asociația Profesională de Management Regional, Suceava, iar între 2014-2016 a urmat cursuri de formare de formatori, organizate de Centrul de Formare și Inovare al Fundației Varlaam, Iași și Institutul de Dezvoltare Personală, București.
Hirotesia întru protosinghel a avut loc în data de 9 noiembrie 2009, iar cea întru arhimandrit în 25 martie 2012.

## Hirotonirea întru arhiereu
În ceea ce privește ascultările pe care le-a avut în Biserică, părintele Damaschin a fost închinoviat la Mănăstirea Sihăstria Putnei în data de 19 iulie 2004, apoi tuns în monahism pe 18 decembrie 2005. A fost hirotonit ierodiacon în 25 martie 2006 de către Calinic Botoșăneanul, episcop-vicar al Arhiepiscopiei Iașilor, după care, în 28 aprilie 2006, a fost hirotonit preot de către arhiepiscopul Pimen Zainea al Sucevei și Rădăuților.
Slujba de ipopsifiere a noului episcop vicar ales al Arhiepiscopiei Sucevei și Rădăuților a avut loc în seara zilei de 22 iulie 2017, în Catedrala Arhiepiscopală „Sfântul Ioan cel Nou” din Suceava, la finalul slujbei vecerniei, în jurul orei 18:30. Ipopsifierea reprezintă slujba specială prin care se face anunțarea și chemarea la treapta de arhiereu a episcopului ales.
Duminică, 23 iulie 2017, de la ora 07:00, a fost oficiată în Catedrala Arhiepiscopală slujba utreniei, în cadrul căreia episcopul-vicar ales al Arhiepiscopiei Sucevei și Rădăuților a citit înaintea ierarhilor prezenți mărturisirea de credință, după care va semna actul oficial prin care și-a asumat mărturisirea, slujirea și misiunea ce vor urma.
Sfânta Liturghie a fost prezidată, începând cu ora 09:00, de Teofan Savu. Alături de mitropolitul Moldovei și Bucovinei au slujit mai mulți ierarhi ai Sfântului Sinod al Bisericii Ortodoxe Române, preoți și diaconi. În cadrul Sfintei Liturghii, candidatul a fost hirotonit episcop după rânduiala liturgică.
La finalul slujbei s-a dat citire Actului Patriarhal, prin care noul episcop este  recunoscut ca episcop-vicar al Arhiepiscopiei Sucevei și Rădăuților, cu titulatura de „Dorneanul”, după care au fost rostite alocuțiuni din partea ierarhilor, a invitaților și a autorităților centrale și locale.
În ședința din 4 iulie 2017, Sfântul Sinod al Bisericii Ortodoxe Române l-a ales pe părintele Damaschin Luchian în postul de episcop vicar al Arhiepiscopiei Sucevei și Rădăuților, cu titulatura „Dorneanul”.

## Predici audio
- https://soundcloud.com/bogdandragomir/sets/damaschin-dorneanul